# MT Orkim Harmony
MT Harmony Orkim là tàu của Malaysia đã đăng ký là Tàu chở dầu.

## Vụ cướp tàu MT Orkim Harmony
Ngày 11 tháng 6 năm 2015, con tàu được cho là đã mất tích trong vùng nước tại Tanjung Sedili, Kota Tinggi, Johor, Malaysia sau khi bị tấn công bởi tám cướp biển Indonesia trang bị súng lục và dao phay. Trong vụ cướp, thủy thủ đoàn 22 người ở trên boong tàu chở dầu trong đó có 16 người Malaysia, 5 người Indonesia và 1 người Myanmar. Các tàu chở dầu đã được nạp với 6.000 tấn của xăng có giá trị khoảng 21 triệu ringgit (5,6 triệu USD). Các tàu chở dầu sau đó được giải cứu ngày17 tháng Sáu với sự giúp đỡ của Không quân Hoàng gia Úc và tất cả các con tin được giải cứu bởi Hải quân Hoàng gia Malaysia, Không quân Hoàng gia Malaysia và Cơ quan thực thi hàng hải Malaysia trong 19 tháng Sáu. Tám tên cướp biển đã cướp tàu chở dầu sau đó đã bị bắt bởi Bộ đội Biên phòng Việt Nam và Cảnh sát biển Việt Nam sau khi chúng đã được tìm thấy khi xâm nhập biên giới Việt Nam trong nỗ lực để trốn thoát.